# Eumyrmococcus falciculosus
Eumyrmococcus falciculosus är en insektsart som först beskrevs av Williams 1998.  Eumyrmococcus falciculosus ingår i släktet Eumyrmococcus och familjen ullsköldlöss. Inga underarter finns listade i Catalogue of Life.